# Passage Lemonnier
 (juin 2019).
Le passage Lemonnier est un passage couvert au centre de Liège en Belgique qui abrite des commerces de tous types. Il relie le Vinâve d'Île à la rue de l'Université et est traversé, en son centre, par la rue Lulay-des-Fèbvres. Construit entre 1836 et 1838 par les architectes Louis-Désiré Lemonnier et Henri-Victor Beaulieu, le passage Lemonnier, dont le nom fut tiré au sort entre les deux maîtres d'œuvre, est le plus ancien passage commercial couvert de Belgique ; il précède de huit ans les Galeries royales Saint-Hubert de l'architecte Jean-Pierre Cluysenaar inaugurées à Bruxelles en 1847.

## Historique

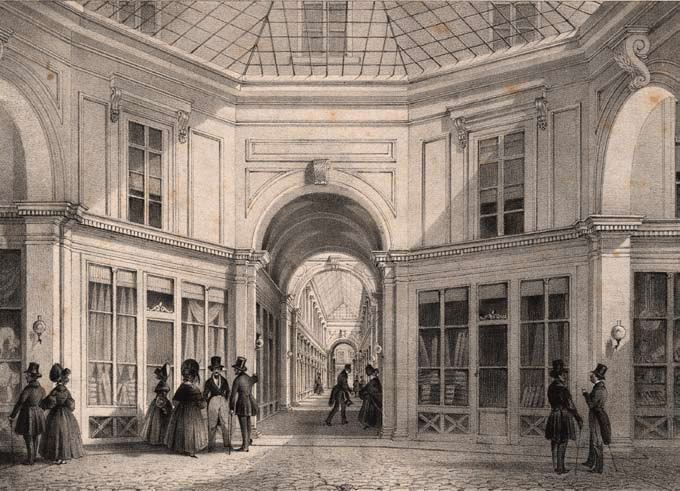
Lithographie de la coupole originale.

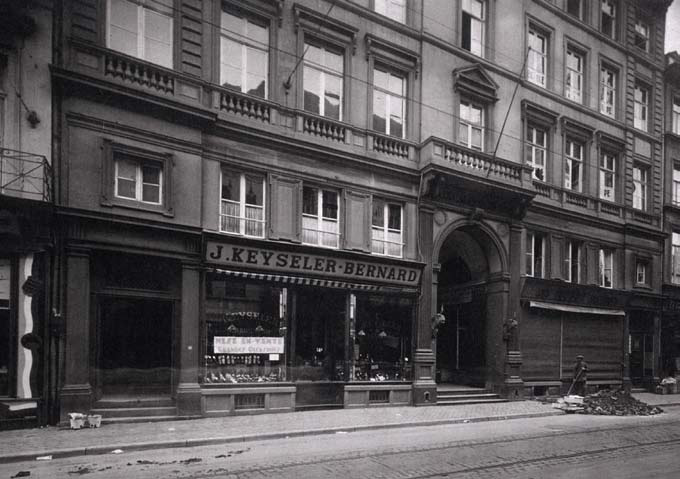
Façade originale côté rue de l'Université.

C'est sans doute durant l'année 1835, que l'idée de créer à Liège un passage couvert à l'instar de ceux existant à Paris va germer dans l'esprit de plusieurs habitants de la nouvelle rue de l'Université : Louis-Désiré Lemonnier, Jean-Baptiste Hanquet et Jean-Louis Rassenfosse Brouet. Les idées, c'est bien mais il fallait, au-delà de leurs économies, des fonds plus importants et ils les trouveront chez les banquiers Théodore Cerfontaine et Gérard Nagelmackers, et le beau-frère de ce dernier Joseph Forgeur, avocat et futur sénateur.
À la fin du mois de juillet 1836, ils constituaient une société anonyme et acquéraient différents terrains et immeubles sur lesquels allait être construite la nouvelle galerie. Parmi ceux-ci, la Maison des Pauvres en Isle, qui existait sur le Vinâve d'Île depuis des temps très anciens. Il faut aussi mentionner que tout le quartier en Isle était en pleine transformation et surtout valorisation immobilière à l'initiative de la famille Orban avec le comblement des différents bras et autres biez de la Meuse.
Il leur fallut même une certaine audace pour se lancer dans un tel projet, tant le contexte belge et international de l’époque était tendu. Ce n’est en effet que durant les premiers mois de l’année 1839 qu’une paix définitive s’installa entre la Belgique et les Pays-Bas (Traîté des XXIV articles).
Fin de l'année 1836, les associés se revoient pour adopter les statuts complets de leur société qui sera finalement une société en commandite simple, les sociétés anonymes, construction juridique récente, étant fort critiquées. Leur appel à différentes offres pour la construction n'ayant pas été un succès, c'est finalement Rassenfosse Brouet qui se proposa pour faire le travail et il dut prendre la patente d'entrepreneur pour ce faire.
Les épargnants, bien que sollicités, ne se précipitèrent pas non plus pour soutenir cette initiative. Si les travaux furent achevés avec une avance de six mois sur le timing annoncé, sur le plan financier ce ne fut pas un succès, tant pendant la construction qui coûta beaucoup plus cher que prévu qu'après l'ouverture du passage Lemonnier, un certain nombre de magasins se louant difficilement, car fin de l'année 1838, à la suite de la faillite d'une banque (l'histoire se répètera), une crise financière et économique éclatait qui durera plusieurs années.
Si Cerfontaine, Nagelmackers et Forgeur avaient les moyens, il n'en fut pas de même des autres associés qui durent se retirer dans des conditions peu favorables.
Il n'en demeure pas moins que pour l'époque, le passage Lemonnier constituait en Belgique une grande nouveauté et pour Liège, un édifice assez exceptionnel lui permettant de rivaliser avec d'autres villes d'importance. Son rayonnement alla au-delà des frontières quand on voit le nombre de commerçants d'origine étrangère qui vinrent s'y installer, sans compter qu'il accueillit nombre de membres de la nouvelle communauté juive de Liège.

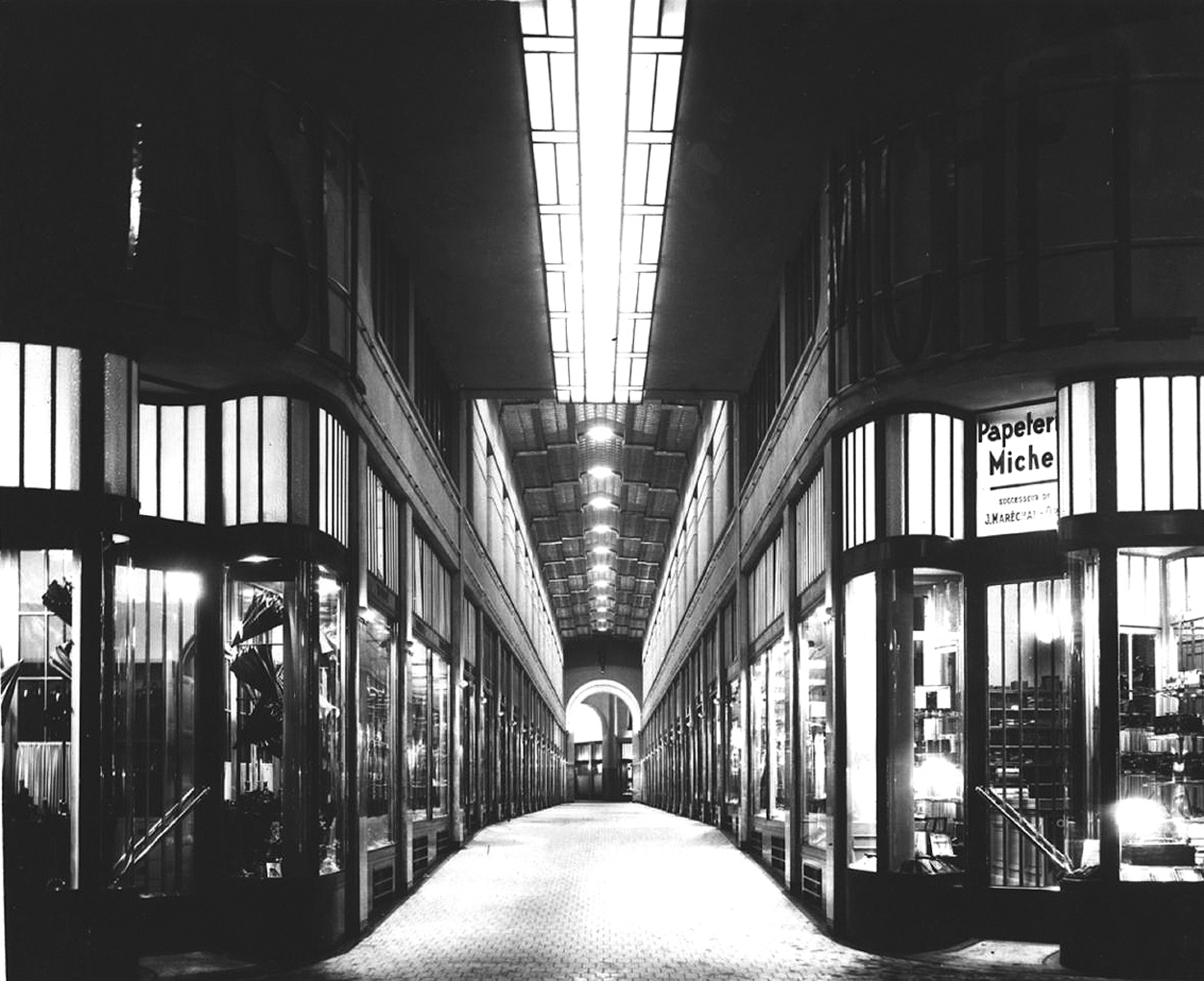
Le passage de nuit, entrée rue Vinâve d'Île, en 1934.

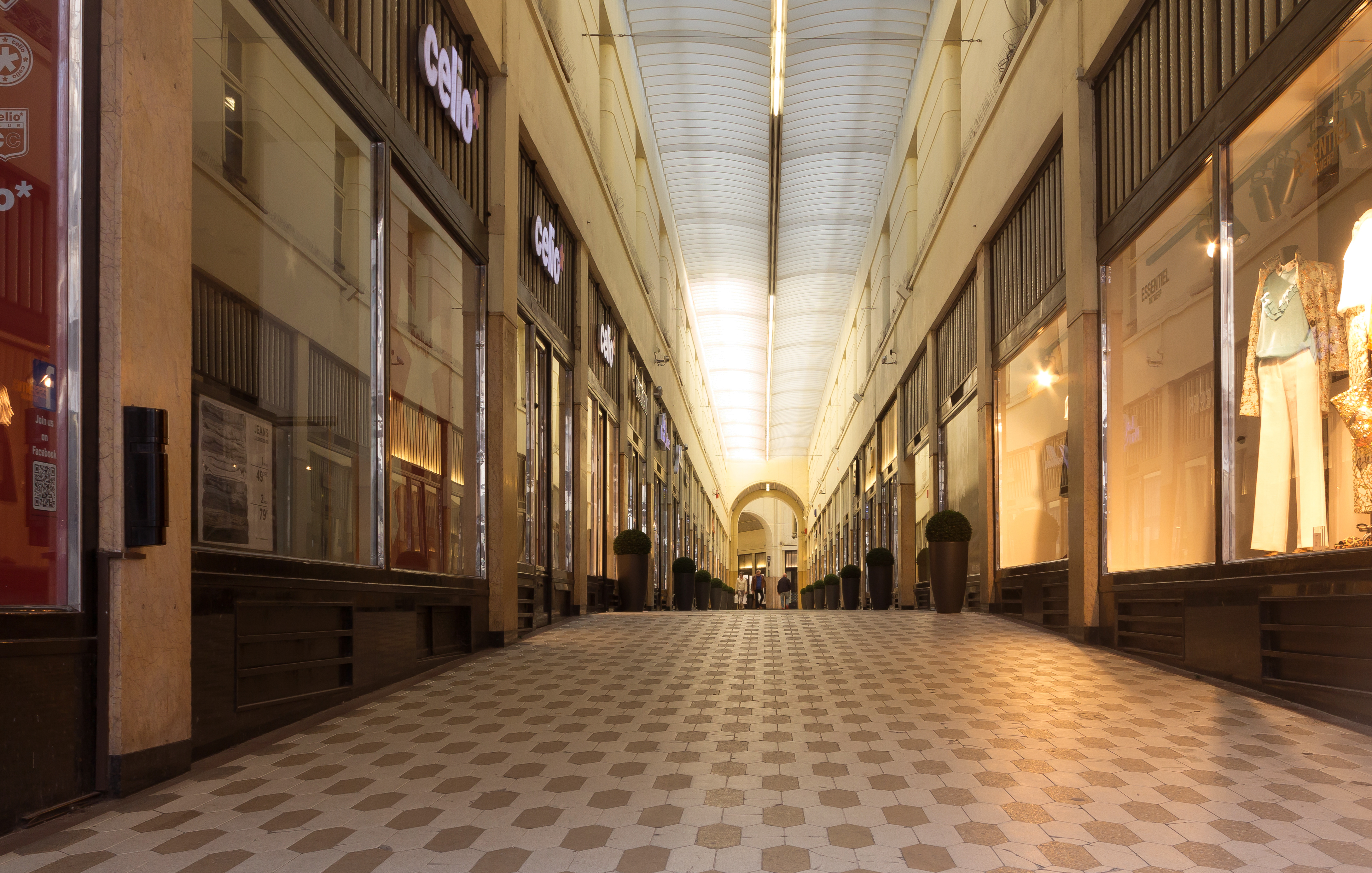
Dans le passage en 2017.

Sur le plan local, la galerie devint une attraction, la foule vint nombreuse contraignant ses gestionnaires à engager un puis plusieurs gardes pour assurer la sécurité. Mais le plus intéressant c'est que cela donna naissance au premier « Carré » de Liège, le public  se promenant sur le Vinâve d'Île, la rue Cathédrale, la rue de l'Université et la rue Pont d'Île (un carré) avec au milieu le passage Lemonnier. On ne disait pas je vais « dans le carré » mais bien je vais « faire le carré ».
Le passage Lemonnier connut des hauts et des bas. Aux alentours de 2005, de nombreuses questions se posèrent quant à son avenir, tant sur le plan patrimonial que commercial ; une table ronde fut même organisée à l'initiative de l'APRAM (Association pour la Promotion et la Recherche sur l'Architecture Moderne). Dix ans plus tard, trouvant dans ses actionnaires la volonté et les ressources voulues, il s'est relancé comme un des moteurs de la dynamique commerciale du centre-ville et d'importants investissements ont été réalisés, tant pour mettre les lieux à niveau sous différents aspects que pour lancer de projets plus importants afin de créer de nouvelles surfaces commerciales.
En 2014, le passage Lemonnier est toujours bien là nonobstant la création dans les années 1970, avec le développement du piétonnier, d'un certain nombre de galeries qui soit ont disparu soit ne sont plus que l'ombre d'elles-mêmes. À la fin du XIXe siècle, une autre galerie aurait pu voir le jour derrière la Grand Poste. L'endroit fut donc bien choisi en 1835-1836 pour établir la galerie dans ce qui est encore aujourd'hui l'hyper centre commercial.

## La galerie

### Architecture

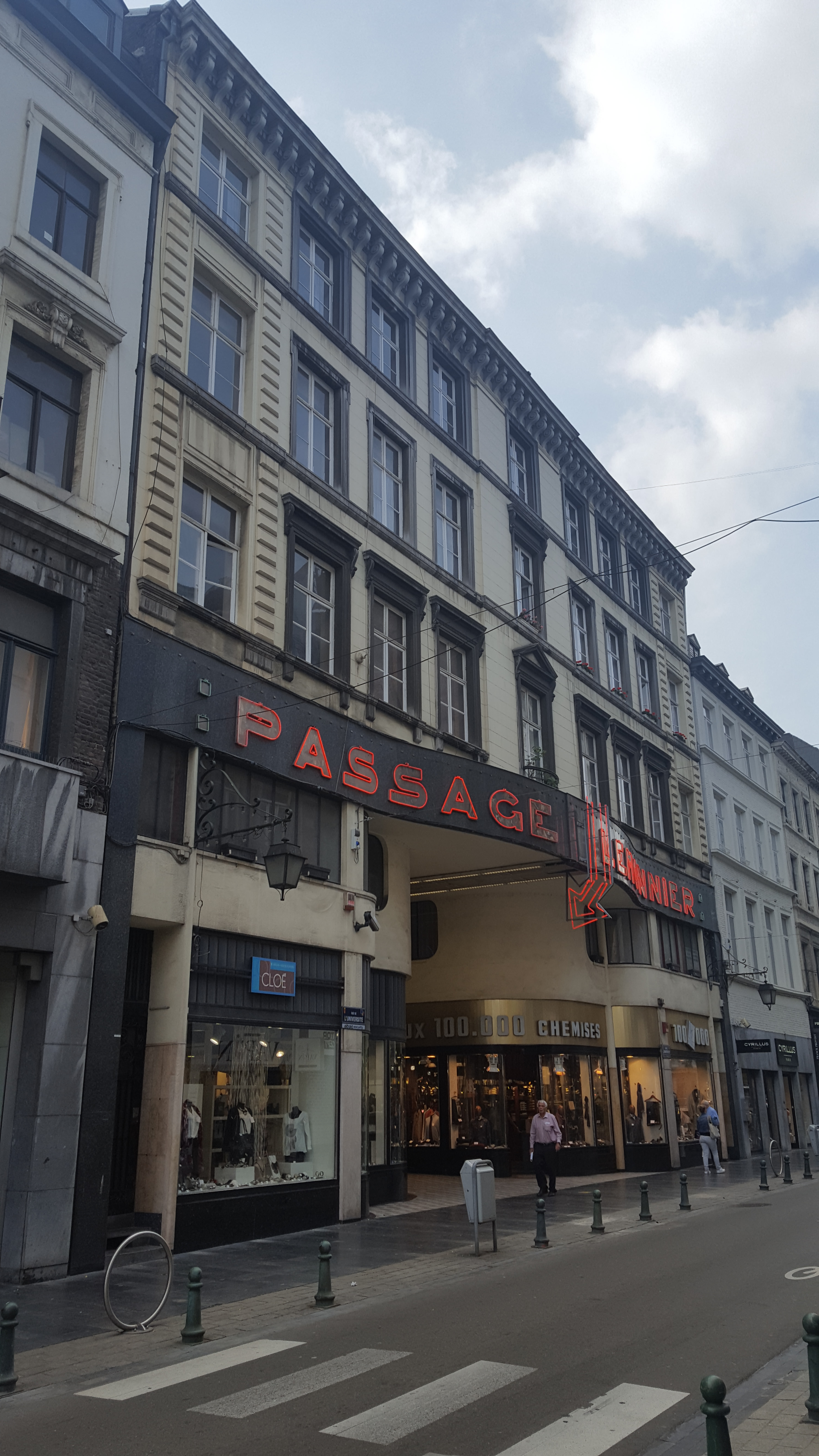
Façade supérieure conservée côté rue de l'Université.

Du passage néo-classique du XIXe siècle, il ne reste pas grand chose : la façade supérieure rue de l'Université, l'une ou l'autre fontaine d'origine dans des caves, les galeries latérales et leurs tuyaux de décharge en fonte ainsi qu'un porte-lanterne en bronze conservé au musée de la Vie wallonne. La Salle du Casino (ou du Bazar et finalement de « La LEGIA ») fut transformée au début des années 1950 et le Café de la Renaissance qui comptait à l'origine deux niveaux, en 1900.
C'est durant les années 1934-1937, sous la conduite du directeur-gérant de l'époque et de l'architecte Henri Snyers, qu'il fut fondamentalement transformé dans le style Art déco que nous lui connaissons encore aujourd'hui, la rénovation se terminant en 1939 avec la pose de la statue réalisée par Madeleine Schoofs dans la coupole. La façade supérieure sur le Vinâve d'Île fut détruite à la suite d'un bombardement en mai 1940, la verrière en briques demi-cristal Val-Saint-Lambert fut fort abîmée par la chute d'un V1 sur le Vinâve d'Île, et la verrière et la coupole furent remplacées dans les années 1960.
Les aménagements ainsi réalisés donnèrent une nouvelle jeunesse au passage Lemonnier qui en avait bien besoin et permettant d'y accéder non plus par des escaliers mais bien par des plans inclinés.

### Habitations
Mais le passage Lemonnier, ce furent aussi des hommes, des femmes et des enfants. Au XIXe siècle, près de trois cents personnes habitaient les 56 maisons car particularité, il fut construit sous forme de maisons indépendantes avec caves, rez-de-chaussée, trois étages et combles, avec à l'arrière accès à des passages latéraux donnant sur le Vinâve d'Île, la rue Lulay-des-Fèbvres ou la rue de l'Université.

### Commerçants

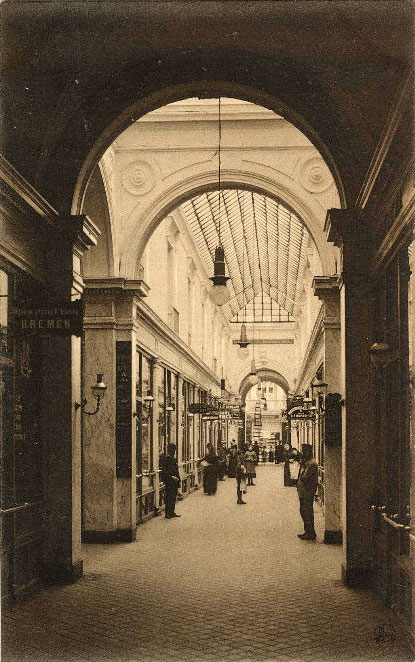
Intérieur du passage original.

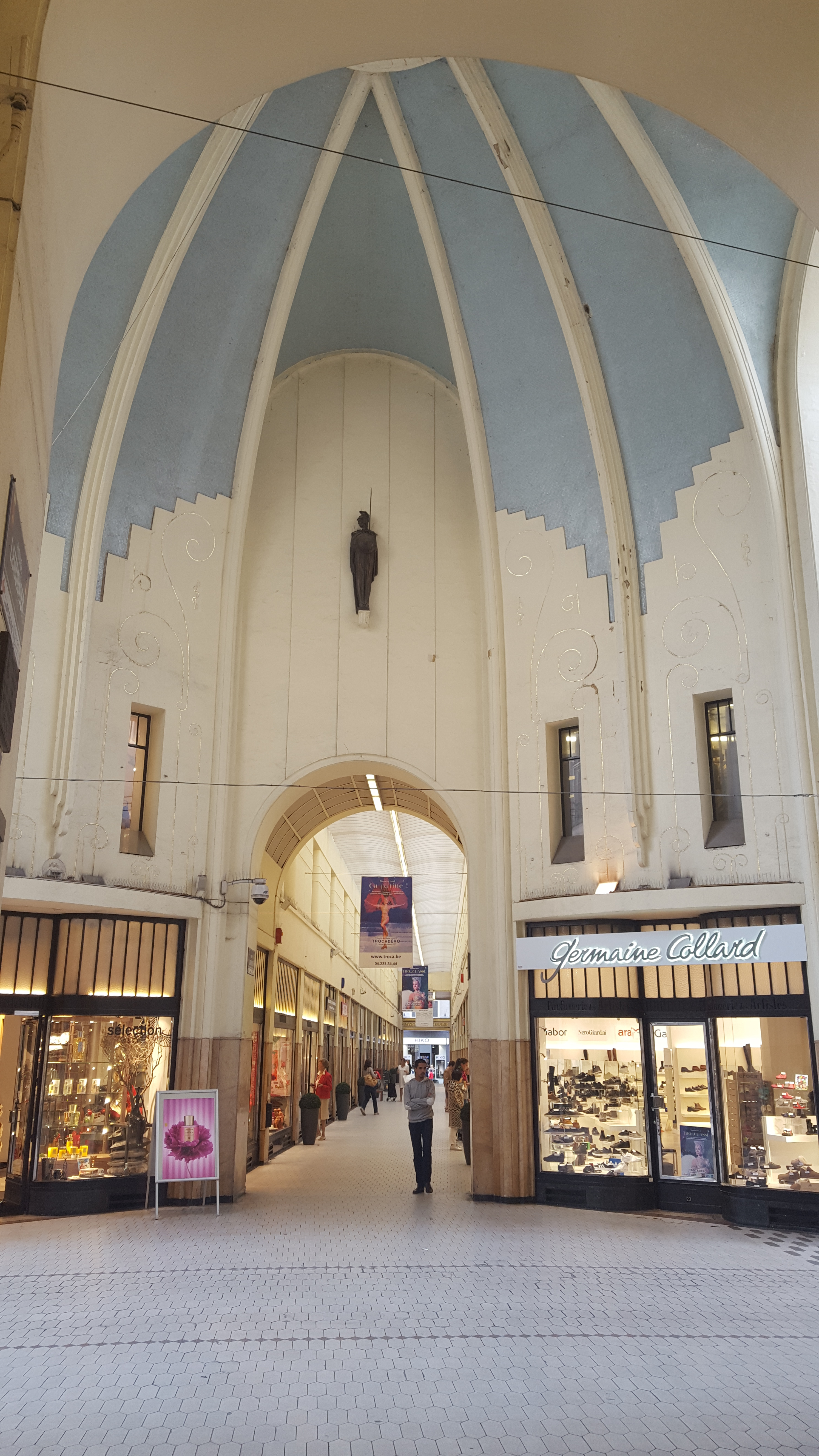
La rotonde centrale.

Ce sont des générations de commerçants qui se sont succédé et au no 47, particularité, quasi depuis l'origine, ce furent de père en fils des opticiens. Certains professions y furent bien représentées comme les agents de change, les lithographes et les photographes, ou encore les armuriers. Par contre l'alimentaire non, sous réserve du magasin Tierentijn d'abord installé au no 50 puis rue Lulay-des-Fèbvres où lui succédera en 1945, le marchand de primeurs Jean Raisier dont les affaires seront reprises par son fils, le bien connu, Traiteur Jean-Marie.
Charles Michel, opticien, avait son magasin, vers 1850, au 23 dans la Rotonde.
Il est par ailleurs difficile de ne pas se rappeler ces commerces qui ont fait et font encore le passage Lemonnier, comme notamment les Maisons Monsel, Michel, Remy (La Grande Parfumerie des Artistes), Dethine, Etincel ou encore les 100 000 Chemises fondées par Maurice Schwob et,dans le présent, par exemple, la Maison Sélection, la Maison Greven ou encore Optique Declerck, sans oublier cette école de coupe et de couture de la famille Scafs établie dans la résidence donnant sur la rue de l'Université pendant de nombreuses années.
Qui dit des commerces, dit associations de commerçants et la galerie a la sienne. Depuis les années septante, elle a joué, avec des hauts et des bas, un rôle important dans l'animation et la promotion. À l'origine, elle fut pourtant mal vue par les gestionnaires du passage Lemonnier, en aucun cas cela ne pouvait devenir un « syndicat ».

## Art
De différentes manières, le passage Lemonnier accueillit, voire accueille encore des artistes ; mentionnons la fresque d'Émile Berchmans chez Planet Parfum, les statues de Madeleine Schoofs dans la rotonde ou encore le rideau de scène de la salle de la Légia par Scauflaire.

### Littérature
Un certain nombre d'auteurs y ont fait référence, de Gérard de Nerval à Vera Feyder :

« Rescapé de tous les tremblements de guerre et des urbanités tapageuses, rien d'autre, sans doute, ne peut expliquer ce magnétisme que n'en finit pas d'exercer, à chacune de mes virées en ville, le Passage Lemonnier. Doublement protégé des déprédations, tant publicitaires que climatiques, il n'en assure que mieux, à mon sens, sa fonction de 'peace-maker' au cœur survolté du centre commerçant. Pour être d'un autre âge, il est resté jeune parce que les modes, justement, lui imposent moins furieusement qu'ailleurs leurs caprices et, par tous les temps, des fumets d'antan y rodent (comme ces 'Quelques Fleurs' de Houbigant dont la beauté du nom, du flacon et du bouquet pastel reproduit sur sa boîte m'a longtemps retenue devant la parfumerie) mêlés aux promeneurs surpris par la pluie et pareillement penchés comme elle, dans leur course ascendante, pressé encore que ralentis - saisis dans ce glacis d'irréel dont on fixe, comme au théâtre, les éblouissements passagers. Éblouissement encore quand, au débouché du passage, la pluie vous prend aux yeux et que, à l'aveuglette, quittant Vinâve d'Ile (Vinâve désignant la rue principale d'un quartier) pour traverser en deux enjambées Pont d'Ile - et que d'eau encore a coulé par ici -, on voit surgir, de la spacieuse rue des Dominicains, tel un paquebot à quai, le profil arrière du Théâtre Royal. »

— Vera Feyder, Liège

## Classement
La rotonde centrale, les façades et la toiture sont classées au patrimoine immobilier de la Région wallonne depuis le 15 décembre 1988.

## Rues adjacentes
- Vinâve d'Île
- Rue Lulay-des-Fèbvres
- Rue de l'Université

## Galerie média

### Galerie de 1839

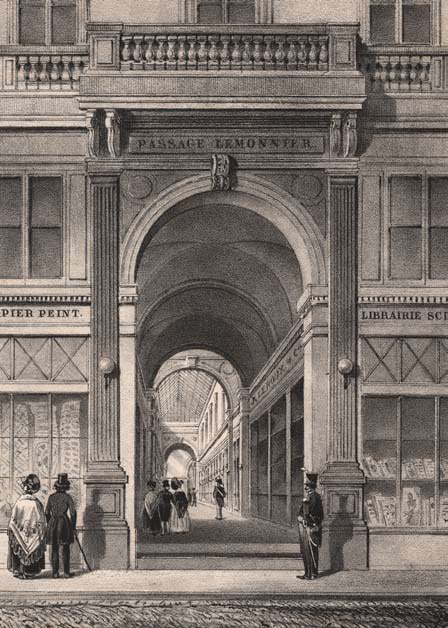
Lithographie de l'entrée côté rue de l'Université.
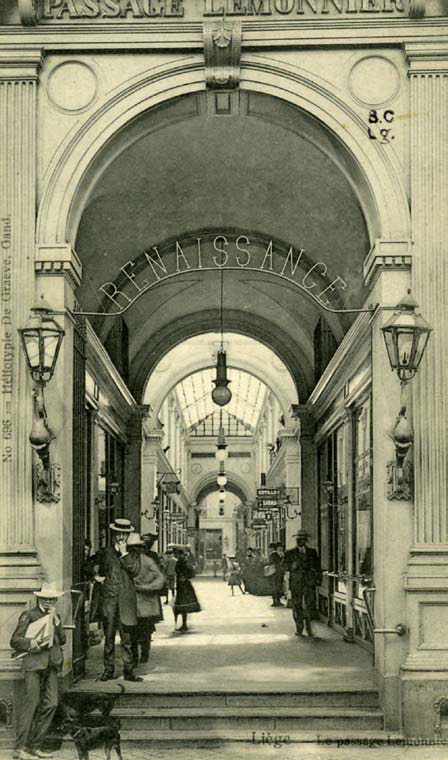
Entrée côté rue de l'Université.
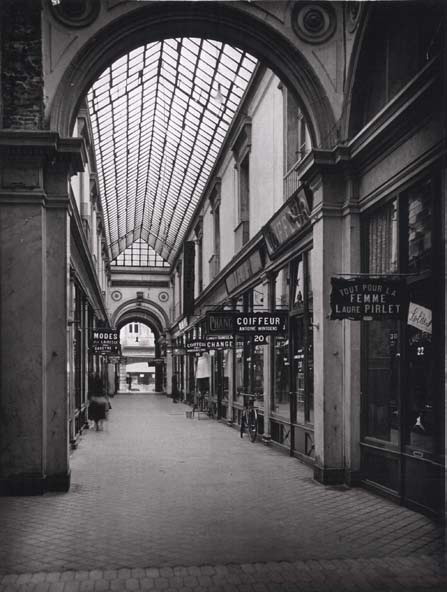
Intérieur.
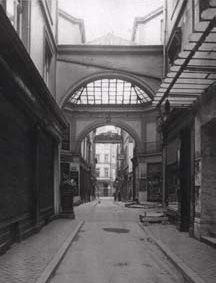
Vue de la coupole de la rue Lulay-des-Fèbvres.
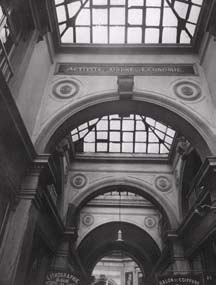
Petites verrières.
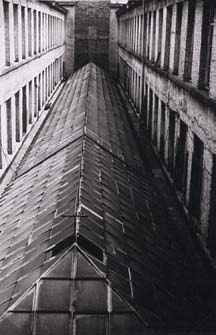
Verrière principale vue de l'extérieur.

### Galerie de 1937

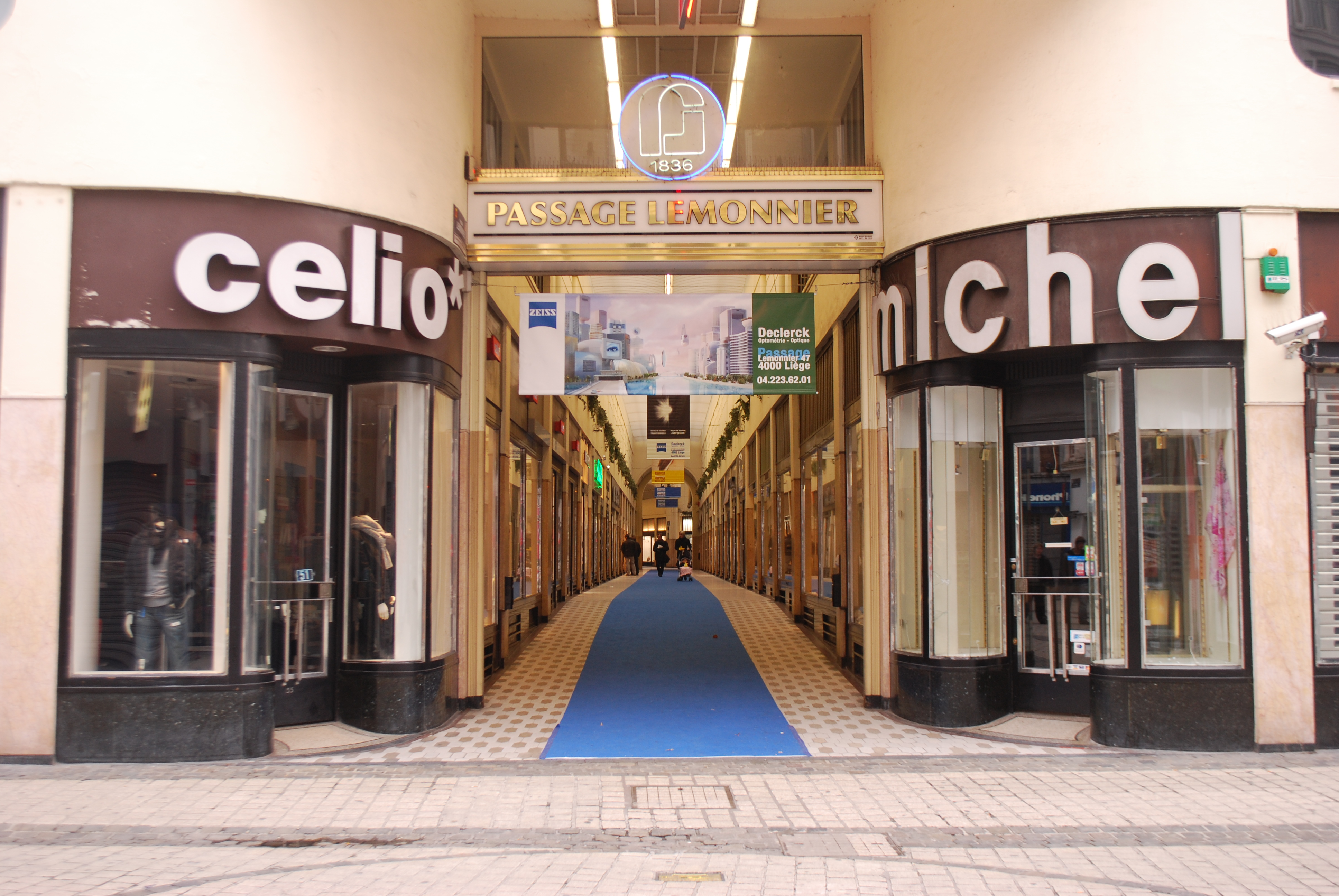
L'entrée du Vinâve d'Île en 2010.
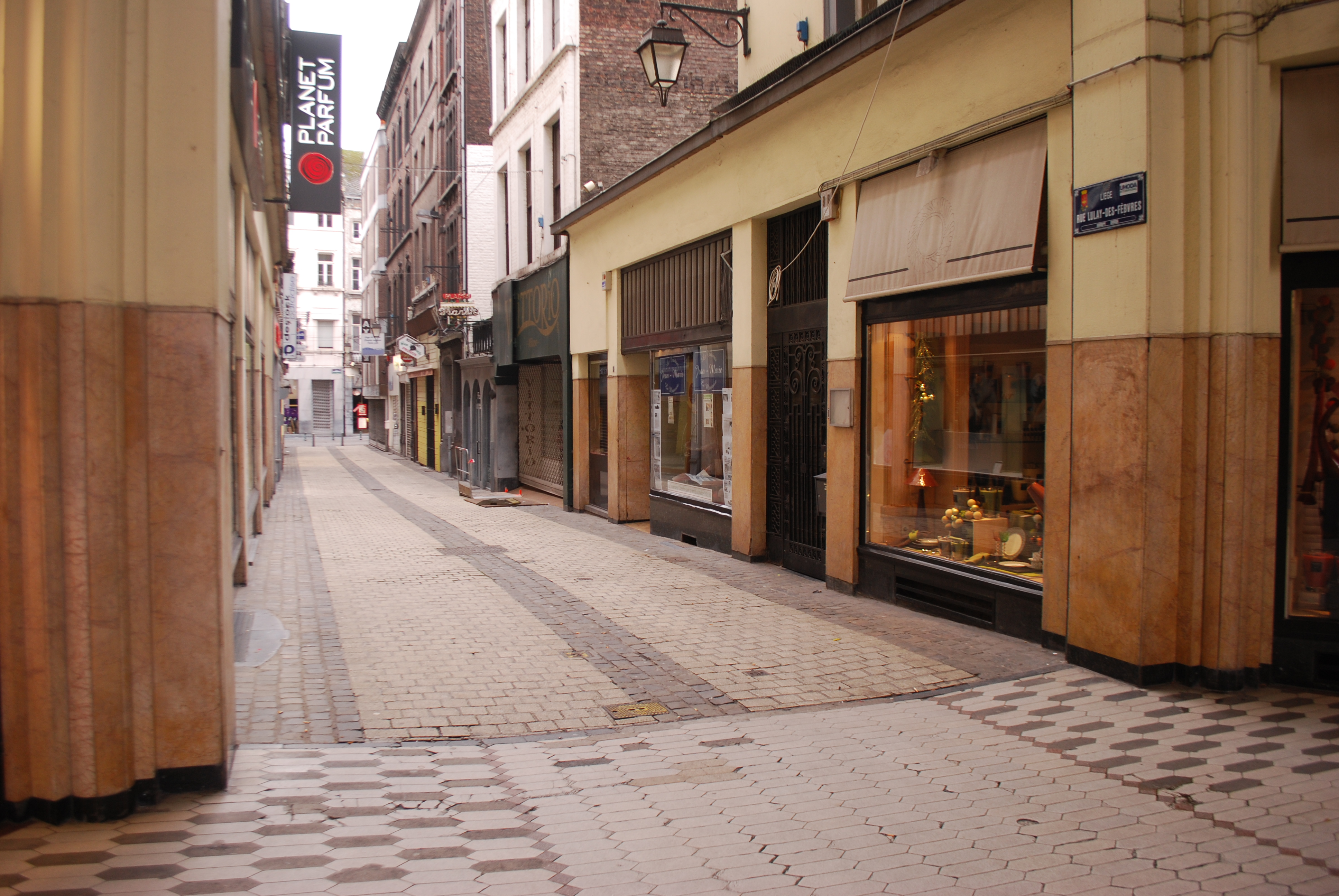
Croisement avec la rue Lulay-des-Fèbvres en 2010.
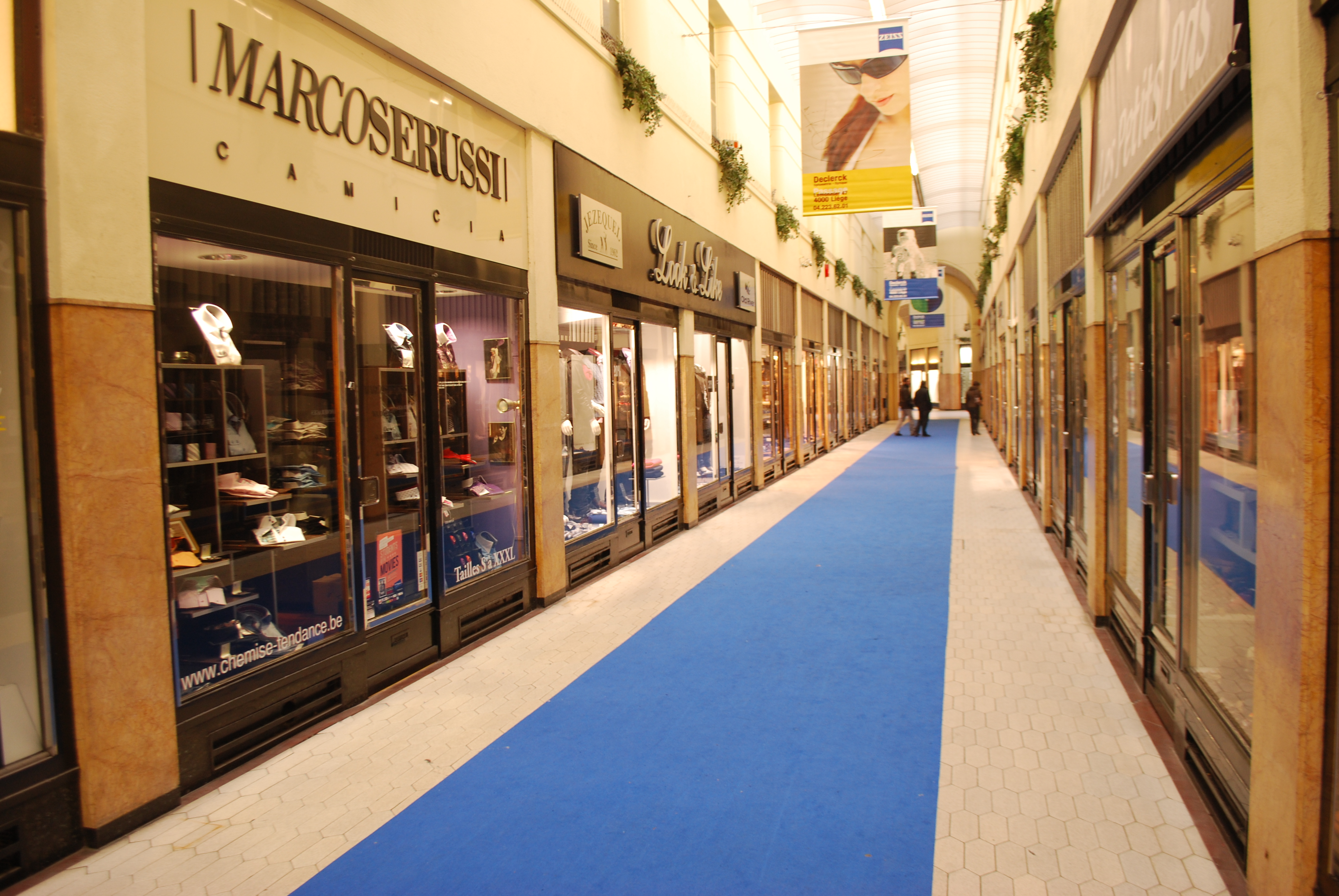
Intérieur de la galerie en 2010.
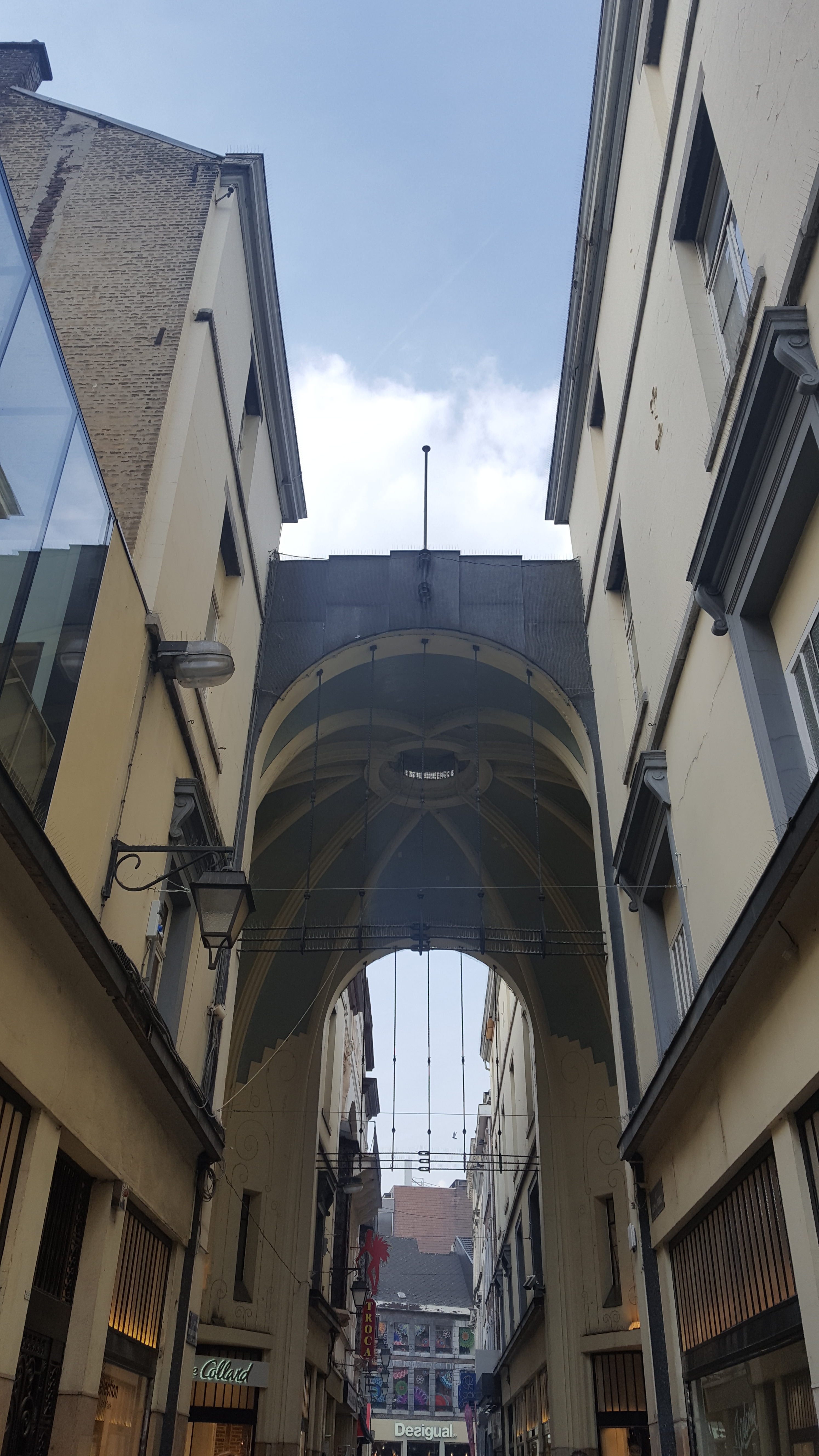
Vue de la coupole de la rue Lulay-des-Fèbvres.